# Ignacio de Láconi
 San Ignacio de Láconi Ofm (Laconi, 17 de diciembre de 1701-Cagliari,  11 de mayo de 1781) fue un sacerdote Franciscano italiano. Es venerado como santo en la Iglesia católica. 

## Biografía
Vincenzo Peis nació en 17 de diciembre de 1701 en Laconi (Cerdeña) en el seno de una familia piadosa. Durante su juventud, sufrió una grave enfermedad y, al recobrar la salud, dedicó su vida a Dios en la Orden de los Hermanos Menores Capuchinos. Existen algunos indicios de que sus padres pusieron objeciones a su ingreso a los franciscanos. Algún tiempo después, su vida fue amenazada de nuevo cuando cayó de un caballo que montaba. Ignacio pidió la ayuda de San Francisco de Asís y, al recuperar la salud, renovó el voto que había hecho anteriormente. Esta vez sus padres no pusieron objeciones a sus votos franciscanos.
Pidió la admisión en el convento capuchino de Cagliari, pero los superiores dudaron de él en un principio debido a su delicado estado de salud. Ignacio encontró un amigo influyente que intercedió por él, y fue recibido como novicio. A pesar de sus achaques físicos, su ardor le permitió asistir a los ejercicios espirituales de la comunidad y sobresalir en la perfección de su observancia de la regla de la Vida de San Francisco.

## Hagiografía
Tras servir en la comunidad durante varios años en diversas ocupaciones, fue nombrado paladín de la limosna por su conducta edificante. Ignacio tenía buenas relaciones con los ciudadanos de Cagliari, que se dieron cuenta de que aunque el hermano Ignacio les pedía una limosna, les devolvía el donativo de una manera espiritual. Su actitud modesta fue vista como un sermón en silencio por todos los que lo veían. Rara vez hablaba, pero cuando era necesario, lo hacía con bondad excepcional. También instruía a los niños, confortaba a los enfermos, e instaba a los pecadores a que hicieran penitencia.
Ignacio era conocido por obedecer puntualmente a sus superiores, incluso cuando se requería la negación de su propia voluntad. En una ocasión, pasaba por la casa de un usurero, al que nunca le pedía dinero porque temía que, al aceptar una limosna, compartiría las injusticias de este hombre. Pero sus superiores le ordenaron que fuese a pedirle dinero al usurero. Al regresar al convento, San Ignacio abrió el saco del usurero, de donde salió sangre. Ignacio se limitó a decir: "Esta es la sangre de los pobres exprimidos por la usura."
La hermana de Ignacio le escribía con frecuencia para pedirle una visita y recibir sus consejos en determinadas materias. Ignacio no quería prestar atención a su petición, pero cuando su superior le ordenó hacerlo, emprendió el viaje. Sin embargo, abandonó la casa de su hermana en cuanto le hubo dado el consejo necesario.
Cuando su hermano fue enviado a prisión, se esperaba que, en vista de la reputación de Ignacio, podría obtener la liberación de aquel. Su superior le envió a hablar con el gobernador, pero Ignacio le pidió que su hermano fuera tratado con arreglo a la justicia. 
A pesar de su enfermedad, Ignacio perseveró en su trabajo hasta que tenía 80 años. Incluso después de que se quedara ciego, siguió haciendo su ronda de limosnas diaria durante dos años. La veneración de la gente mayor, y muchos enfermos experimentaron curaciones milagrosas al ser asistidos por él. 
Murió el 11 de mayo de 1781, y se narran muchos milagros ocurridos en su tumba. Fue canonizado por el Papa Pío XII en 1951. Su cuerpo es considerado incorrupto.